# Almuth Grüber
Almuth Grüber (* 3. Mai 1981 in Heidelberg) ist eine ehemalige deutsche Triathletin. Sie startete vorwiegend auf der Mittel- und Langdistanz.

## Werdegang
Im französischen Gérardmer startete Almuth Grüber als 23-Jährige im Juni 2004 beim Ironman France erstmals über die Triathlon-Langdistanz (3,8 km Schwimmen, 180 km Radfahren und 42,195 km Laufen) und sie belegte den fünften Rang. 2008 gewann sie auf der Langdistanz in Köln den Cologne 226 und in Wien den Vienna City Triathlon.
Im Juni 2011 wurde Almuth Grüber Zweite bei der Deutschen Polizeimeisterschaft (DPM) auf der Triathlon-Kurzdistanz (1,5 km Schwimmen, 40 km Radfahren und 10 km Laufen).
Im September wurde sie in Köln auch Deutsche Vizemeisterin auf der Triathlon-Langdistanz.
Die Polizeibeamtin gewann im März 2014 den Bienwald-Marathon und im August holte sie sich nach 2012 zum zweiten Mal den Sieg auf der Triathlon-Langdistanz beim Ostseeman.
2016 wurde sie bei ihrem vierten Start in Glücksburg Zweite.
Seit 2016 tritt sie nicht mehr international in Erscheinung.
Almuth Grüber lebt heute mit ihrer Tochter in Schriesheim in der Nähe von Heidelberg.

## Sportliche Erfolge
| Datum/Jahr    | Rang | Wettbewerb                      | Austragungsort | Zeit     | Bemerkung |
| ------------- | ---- | ------------------------------- | -------------- | -------- | --- |
| 23. Aug. 2015 | 1    | Breisgau-Triathlon              | Malterdingen   | 04:39:01 | erfolgreiche Titelverteidigung bei der 25. Austragung                                                         |
| 2. Aug. 2015  | 3    | HeidelbergMan                   | Heidelberg     | 02:28:26 | |
| Aug. 2014     | 1    | Breisgau-Triathlon              | Malterdingen   |          | |
| 31. Juli 2011 | 1    | HeidelbergMan                   | Heidelberg     | 02:16:08 | [ 4 ] |
| 26. Juni 2011 | 2    | DPM Triathlon                   | Saarlouis      | 02:08:58 | Deutsche Vizepolizeimeisterin auf der Kurzdistanz – hinter der ehemaligen Olympiateilnehmerin Christiane Pilz |
| 12. Juni 2011 | 3    | Maxdorf Triathlon               | Maxdorf        | 04:25:28 | Der Maxdorf Triathlon ist eines von fünf Rennen des BASF Triathlon-Cup Rhein-Neckar.                          |
| 17. Juli 2004 | 1    | RömerMan                        | Ladenburg      | 02:33:23 | Siegerin auf der olympischen Distanz                                                                          |
| Aug. 2003     | 1    | BASF Triathlon-Cup Rhein-Neckar | Viernheim      |          | Sieg über die olympische Distanz – neben Steffen Liebetrau bei den Männern                                    |
| 2002          | 4    | RömerMan                        | Ladenburg      | 02:44:22 | |

| Datum/Jahr    | Rang | Wettbewerb                                       | Austragungsort | Zeit     | Bemerkung |
| ------------- | ---- | ------------------------------------------------ | -------------- | -------- | --- |
| 1. Okt. 2016  | 1    | Alpsman Extreme Triathlon                        | Lac d’Annecy   | 13:56:49 | 3,8 km Schwimmen, 180 km (4300 hm) Radfahren und 42 km (1300 hm) Laufen                                                            |
| 7. Aug. 2016  | 2    | Ostseeman                                        | Glücksburg     | 09:55:40 | [ 7 ] |
| 3. Aug. 2014  | 1    | Ostseeman                                        | Glücksburg     | 09:27:56 | |
| 5. Aug. 2012  | 1    | Ostseeman                                        | Glücksburg     | 09:31:59 | [ 8 ] [ 9 ] |
| 4. Sep. 2011  | 2    | DTU Deutsche Meisterschaft Triathlon Langdistanz | Köln           | 09:17:47 | Deutsche Vizemeisterin auf der Langdistanz beim Cologne 226 – hinter Diana Riesler – mit persönlicher Bestzeit auf der Langdistanz |
| 2008          | 1    | Vienna City Triathlon                            | Wien           | 09:55    | Siegerin auf der Langdistanz |
| 2008          | 1    | Cologne 226                                      | Köln           |          | Triathlon über die Ironman-Distanz                                                                                                 |
| 2. Sep. 2007  | 4    | Cologne 226                                      | Köln           | 10:24:35 | Triathlon über die Ironman-Distanz                                                                                                 |
| 6. Aug. 2006  | 3    | Ostseeman                                        | Glücksburg     |          | |
| 5. Juni 2005  | 1    | Kraichgau Triathlon                              | Bad Schönborn  | 05:57:32 | 2,5 Schwimmen, 110 km Radfahren und 21 km Laufen                                                                                   |
| 26. Juni 2004 | 5    | Ironman France                                   | Gérardmer      | 10:21    | erster Start auf der Langdistanz                                                                                                   |

| Datum/Jahr    | Rang | Wettbewerb                | Austragungsort | Zeit     | Bemerkung                                         |
| ------------- | ---- | ------------------------- | -------------- | -------- | ------------------------------------------------- |
| Okt. 2017     | 5    | Trail Marathon Heidelberg | Heidelberg     |          | hinter Aiofe Quickly                              |
| 9. März 2014  | 1    | Bienwald-Marathon         | Kandel         | 02:54:14 |                                                   |
| 27. Okt. 2013 | 1    | Trail Marathon Heidelberg | Heidelberg     | 03:34:08 |                                                   |
| 10. Apr. 2011 | 1    | Heidelberger Halbmarathon | Heidelberg     | 01:26:21 | zweitschnellste Zeit – hinter Tina Tremmel (2009) |